# Мельник (гмина)
Ме́льник (пол. Mielnik) — сельская гмина (волость) в Польше, входит как административная единица в Семятыченский повет, Подляское воеводство. Население — 2708 человек (на 2004 год). Административный центр гмины — деревня Мельник.

## Демография
| Перепись                       | Всего   | Всего | Женщины | Женщины | Мужчины | Мужчины |
| ------------------------------ | ------- | ----- | ------- | ------- | ------- | ------- |
| Единицы                        | человек | %     | человек | %       | человек | %       |
| Население                      | 2708    | 100   | 1412    | 52,1    | 1296    | 47,9    |
| Плотность населения (чел./км²) | 13,8    | 13,8  | 7,2     | 7,2     | 6,6     | 6,6     |

## Поселения
1. Адамово-Застава
2. Грабовец
3. Хомоты
4. Коньске-Гуры
5. Котерка
6. Мадковиче
7. Ментна
8. Мельник
9. Мощона-Крулевска
10. Немирув
11. Оксютыче
12. Ослово
13. Павловиче
14. Порембы
15. Радзивиллувка
16. Сутно
17. Токары
18. Вайкув
19. Виляново

## Соседние гмины
1. Гмина Константынув
2. Гмина Нужец-Стацья
3. Гмина Сарнаки
4. Гмина Семятыче